# نیوری (مین)
نیوری (به انگلیسی: Newry) یک منطقهٔ مسکونی در ایالات متحده آمریکا است که در شهرستان آکسفورد، مین واقع شده‌است. نیوری ۱۵۹٫۴۱ کیلومتر مربع مساحت و ۴۱۱ نفر جمعیت دارد و ۲۱۷ متر بالاتر از سطح دریا واقع شده‌است.